# راچا (بایینا باشتا)
راچا (به صربی: Rača) یک منطقهٔ مسکونی در صربستان است که در بایینا باشتا واقع شده‌است. راچا ۶۷۲ نفر جمعیت دارد.